# Savin Bor
Savin Bor (en serbe cyrillique : Савин Бор) est un village du nord-est du Monténégro, dans la municipalité de Berane.

## Démographie

### Évolution historique de la population
| 1948 | 1953 | 1961 | 1971 | 1981 | 1991 | 2003 |
| ---- | ---- | ---- | ---- | ---- | ---- | ---- |
| 261  | 314  | 373  | 425  | 172  | 349  | 261  |